# Smrk pod Bukovou strání
Smrk pod Bukovou strání nebo též Jedlinský smrk byl památný strom nedaleko zaniklé vsi Jedlina jihozápadně od Tachova. Odumřel následkem napadení kůrovce a dřevokazné houby roku 2010.

## Základní údaje
- název: Smrk pod Bukovou strání[1], Jedlinský smrk
- výška: 41 m (1983)[1], 50 m (2007)[1]
- obvod: 410 cm (1983)[1], 435 cm (2007)[1]
- věk: 150 let (1983)[1], 170 let (2007)[1]

Přibližně stosedmdesátiletý smrk ztepilý (Picea abies) rostl v mělkém údolí přítoku Hraničního potoka v polesí Lesná jihozápadně od Flusárenského vrchu v nadmořské výšce 630 m. Stál ve skupině s dalšími mohutnými smrky v místě s dostatkem vláhy. Obvod jeho kmene byl 456 cm, vypočítaný objem je 23 m³ a koruna dosahovala do výšky 50 m (měření 2004).

## Stav stromu a údržba
Strom byl chráněn usnesením ONV Tachov z roku 1983 jako velmi statný, zdravý a starý exemplář. Zdravotní stav byl tehdy posouzen jako „dobrý“. Horšit se začal po infikaci parazitickou dřevokaznou houbou kořenovníkem vrstevnatým. Následné napadení podkorním hmyzem (lýkožrout smrkový, lýkožrout lesklý, lýkohub matný) a poté i tesaříkem smrkovým vedlo k odumření stromu na jaře 2010, čemuž následovalo zrušení ochrany.

## Památné a významné stromy v okolí
- Smrk pod Sklářským vrchem